# 주례초등학교
주례초등학교(周禮初等學校, Jure Elementary School)는 대한민국 부산광역시 부산진구 개금동에 위치한 공립 초등학교이다.

## 학교 연혁
- 1975년 3월 1일: 개교(23학급)
- 1977년 9월 1일: 가평초등학교 분리(2학급)
- 1980년 3월 1일: 동주초등학교 분리(19학급
- 1983년 3월 1일: 주학초등학교 분리(14학급)
- 1984년 3월 1일: 주원초등학교 분리(5학급)
- 1998년 3월 30일: 주례초등학교 병설유치원 개원(2개반)
- 2014년 2월 14일: 제39회 졸업 (총계 14.787명)
- 2025년 3월 1일: 주원초등학교 통합

## 참고 자료
- 주례초등학교 - 한국교육학술정보원 학교알리미